# Continentale accretie
Continentale accretie of tektonische accretie is de langzame aangroei van continenten door convergente tektonische bewegingen in de aardkorst, waarbij aan de randen van het continent kleinere terreinen, zoals microcontinenten of eilandbogen, tegen het continent aan komen te liggen langs een tektonische sutuur.
Alle continenten bestaan uit stabiele oude kernen, kratons genoemd, die van elkaar gescheiden worden door orogene gordels, zones waarin tektonische beweging heeft plaatsgevonden. Orogene gordels zijn opgebouwd uit terreinen, kleinere delen van de lithosfeer waarvan de geologische geschiedenis (zowel stratigrafisch als structureel) vaak verschilt. Terreinen kunnen oorspronkelijk eilandbogen of continentaal materiaal zijn geweest, maar het kunnen bijvoorbeeld ook stukken oceanische lithosfeer (zogenaamde ofiolieten) zijn. Van terreinen met een sterk afwijkende geschiedenis wordt vermoed dat ze "exotisch" zijn - dat wil zeggen dat ze van elders afkomstig zijn. 
De platentektoniek verklaart convergente tektonische beweging met subductiezones langs convergente plaatgrenzen. Zo is de convergente plaatgrens langs de Noord-Amerikaanse westkust een voorbeeld van continentale accretie: aan de westkant zijn in de loop der geologische tijd opeenvolgende terreinen aan Noord-Amerika vast komen te liggen. Een ander voorbeeld is het eiland Taiwan, dat langs een convergente plaatgrens ligt. Het eiland bestaat uit verschillende "exotische" terreinen die in de loop der miljoenen jaren op de oostelijke rand van Azië zijn gedrukt. Vermoedelijk verliepen tektonische processen ten tijde van het ontstaan van de eerste kratons in het Archeïcum echter niet op dezelfde manier als tegenwoordig. De structuur van Archeïsche en Proterozoïsche orogene gordels kan daarom niet met dezelfde processen verklaard worden.
Het idee van continentale accretie werd al in de 19e eeuw door de geoloog James Dwight Dana beschreven. Dana vermoedde dat de continenten waren opgebouwd rondom een oude kern. Ze zouden in de loop van de geologische geschiedenis op concentrische wijze aangegroeid zijn ten koste van de oceanen. Hoewel dit idee in grote lijnen klopt zijn de details soms gecompliceerder. Zo ligt het oudste deel van Australië, het Pilbarakraton, in het uiterste westen van het continent.